# Джордж Фінн
Джордж Фінн (англ. George Finn) — американський актор грузинського походження, став відомим завдяки виконанню ролі у фільмах «Літо. Однокласники. Любов», «Помилка часу» і «Тбілісі, я люблю тебе».

## Біографія
Справжнє ім'я — Георгій Агіашвілі. Народився 21 січня 1990 року в Тбілісі в сім'ї письменника і кінематографіста.

Коли Джорджу виповнилось два роки, його сім'я переїхала в Атланту (штат Джорджіа). З дитинства Фінн мріяв стати актором, і тому пізніше його сім'я переїхала в Каліфорнію. У дванадцять років він підписав свій перший контракт з акторським агентством і знявся в рекламі «Volkswagen».

З 2004 до 2007 року грав роль Джуліана у серіалі «Не така». Після цього його запросили на роль Дерека в серіал «Лінкольн-гайтс». Згодом у Джорджа з'явилась репутація актора невеликих ролей популярних серіалів «Як я зустрів вашу маму», «Беверлі-Гіллз 90210: Нове покоління», «Менталіст» та інших. У 2011 році зіграв роль Чада в фільмі «Літо. Однокласники. Любов» .

Популярність прийшла до актора пізніше, а саме після виконання головної ролі у фільмах «Помилка часу», «Тбілісі, я люблю тебе» і «Зелена історія».

## Фільмографія
- 2003—2010 — Мертва справа
- 2004—2007 — Не така
- 2005—2014 — Як я зустрів вашу маму
- 2006 — Лінкольн-Гайтс
- 2008—2013 — Беверлі-Гіллз 90210: Нове покоління
- 2008—2015 — Менталіст
- 2009 — Папараці
- 2009 — Повне виховання
- 2009 — 5 ночей в Голлівуді
- 2009 — Роквіль, Каліфорнія
- 2011 — Літо. Однокласники. Любов
- 2012 — Зелена історія
- 2013 — Перед тим, як я піду
- 2014 — Тбілісі, я люблю тебе
- 2014 — Помилка часу
- 2017 — Чоловіки з граніту